# Juan José Gallego Pérez
 (mai 2023).
La mise en forme du texte ne suit pas les recommandations de Wikipédia : il faut le « wikifier ».
Les points d'amélioration suivants sont les cas les plus fréquents. Le détail des points à revoir est peut-être précisé sur la page de discussion.
- Les titres sont pré-formatés par le logiciel. Ils ne sont ni en capitales, ni en gras.
- Le texte ne doit pas être écrit en capitales (les noms de famille non plus), ni en gras, ni en italique, ni en « petit »…
- Le gras n'est utilisé que pour surligner le titre de l'article dans l'introduction, une seule fois.
- L'italique est rarement utilisé : mots en langue étrangère, titres d'œuvres, noms de bateaux, etc.
- Les citations ne sont pas en italique mais en corps de texte normal. Elles sont entourées par des guillemets français : « et ».
- Les listes à puces sont à éviter, des paragraphes rédigés étant largement préférés. Les tableaux sont à réserver à la présentation de données structurées (résultats, etc.).
- Les appels de note de bas de page (petits chiffres en exposant, introduits par l'outil «  Source ») sont à placer entre la fin de phrase et le point final[comme ça].
- Les liens internes (vers d'autres articles de Wikipédia) sont à choisir avec parcimonie. Créez des liens vers des articles approfondissant le sujet. Les termes génériques sans rapport avec le sujet sont à éviter, ainsi que les répétitions de liens vers un même terme.
- Les liens externes sont à placer uniquement dans une section « Liens externes », à la fin de l'article. Ces liens sont à choisir avec parcimonie suivant les règles définies. Si un lien sert de source à l'article, son insertion dans le texte est à faire par les notes de bas de page.
- La présentation des références doit suivre les conventions bibliographiques. Il est recommandé d'utiliser les modèles {{Ouvrage}}, {{Chapitre}}, {{Article}}, {{Lien web}} et/ou {{Bibliographie}}. Le mode d'édition visuel peut mettre en forme automatiquement les références.
- Insérer une infobox (cadre d'informations à droite) n'est pas obligatoire pour parachever la mise en page.

Pour une aide détaillée, merci de consulter Aide:Wikification.
Si vous pensez que ces points ont été résolus, vous pouvez retirer ce bandeau et améliorer la mise en forme d'un autre article.
Juan José Gallego Pérez, né le 3 mars 1903 était un militaire espagnol.

## Biographie
Né à Somontín (Province d'Almería) en 1903, il a réalisé une carrière militaire dans le corps d'Ingénieurs, en obtenant le grade de lieutenant colonel. Il appartenait à la Franc-maçonnerie dans laquelle il a integré en 1933 la logia "Constancia" de Ceuta, où il a adopté le nom symbolique de Platon,.
Pendant la période de la Deuxième République, il s'affilie à l'Union Militaire Républicaine Antifasciste (UMRA).En juillet 1936, lorsque commence la Guerre civile, il appartenais à une brigade d'ingénieurs et fût envoyé dans le 2e Regimient ferroviaire, à Leganés. Il est resté fidèle à la République et finit par s'intégrer dans la nouvelle Armée Populaire de la République. Durant le conflit, il s'est élevé au rang de lieutenant colonel. Il a commandé un des batallons de la 2e Brigade Mixte, et durant le printemps 1937, il a été nommé chef de la brigade après le décès en combat de son ancien comandant, Jesús Martínez d'Aragon,. À partir du mois de décembre 1937 il commande la 69e division. Il est promu au rang de lieutenant colonel en mai 1938.
En mars 1939 le colonel Casado le nomme comandant du ler Corps d'Armée,, en remplacement du colonel Luis Barceló qui a été fusillé.
À la fin du conflit, il a été capturé par les franquistes, qui l'ont condamnés à 20 années de réclusion. Cependant, grâce aux avals d'autres militaires, en 1944 il a réussi sortir de prison en liberté surveillée.